# Kanton Vielle-Aure
Kanton Vielle-Aure (francouzsky Canton de Vielle-Aure) je francouzský kanton v departementu Hautes-Pyrénées v regionu Midi-Pyrénées. Tvoří ho 14 obcí.

## Obce kantonu
- Aragnouet
- Azet
- Bourisp
- Cadeilhan-Trachère
- Camparan
- Ens
- Estensan
- Grailhen
- Guchan
- Sailhan
- Saint-Lary-Soulan
- Tramezaïgues
- Vielle-Aure
- Vignec